# Grand Tours
För bildningsresa, se Grand tour.
Grand Tours är en helt svenskägd, renodlad researrangör för seniorer. Företaget arrangerar paketresor framförallt i Europa. Reseprogrammet innehåller rundresor, spa- och hälsoresor med betoning på rehabilitering, flodkryssningar på Donau, Volga och Svir i Ryssland och långtidsresor till Almunecar och Mallorca i Spanien. Grand Tours ägs till 57% av Pensionärernas Riksorganisation (PRO) och resterande andel ägs av resekoncernen Vastranas. PRO är Sveriges största pensionärsorganisation med 400.000 medlemmar.

## Historia
På initiativ av dåvarande ordförande Arne Geijer, startade 1978 PRO sin egen reseverksamhet med resor för organisationens medlemmar. 
F d Resodirektören Sture Kelmeling blev ansvarig för verksamheten och resorna gick huvudsakligen med buss eller tåg inom Sverige.
I slutet på 1986 etablerades resebolaget Senior Resor med uppgift att förse PRO-distrikten/föreningarna med utlandsresor. Huvudägare var PRO med Silja Line som minoritetsägare. Två år senare gick familjen Wallenberg, ägare av Stockholm Saltsjön, in som delägare i Senior Resor.
1989 slår Stockholm Saltsjön och RESO ihop sina reseverksamheter och bildar resekoncernen NRT Nordisk (idag Fritidsresor) som övertar Stockholm Saltsjöns aktieinnehav i företaget. Vid millennieskiftet köper f.d. stålkoncernen Preussag/ TUI den brittiska resejätten Thomson, som i sin tur tidigare köpt Fritidsresegruppen.
År 2004 byter Senior Resor namn till Grand Tours med hänvisning till adelns bildningsresor som kallades Grand tour. Researrangören Grand Tours består idag dels av ett produktionsbolag samt ett försäljningsbolag. Fritidsresegruppen säljer sin 37-procentiga andel i Grand Tours till den privatägda koncernen Vastranas våren 2008. 
Idag består koncernen Vastranas av ett flertal olika resebolag. I gruppen ingår researrangörerna Grand Tours, Favoritresor, Äventyrsresor, ABC Tours och Kinaresor samt varumärkena Indienresor och Historiska resor med cirka 40 anställda och runt 36 000 resenärer årligen i de nordiska länderna. Totalt omsätter gruppen cirka 250 miljoner kronor. Ägare genom bolag till Vastranas är Anders Eslander och Thord Wilkne. Den senare grundade WM-data år 1969. 